# 1991 à la télévision
| Années de la télévision : 1988 - 1989 - 1990 - 1991 - 1992 - 1993 - 1994    |
| Décennies de la télévision : 1960 - 1970 - 1980 - 1990 - 2000 - 2010 - 2020 |

Cet article présente les faits marquants de l'année 1991 à la télévision.

## Évènements
- 20 septembre : Diffusion du film inédit Qui veut la peau de Roger Rabbit sur Canal+.
- Novembre : La direction de La Cinq annonce 576 licenciements parmi le personnel de la chaîne.
- 8 décembre : Gains du Téléthon : 241 millions de francs.
- 31 décembre : La Cinq est placée en redressement judiciaire.

## Émissions
- 6 août : Dernière de l'émission Les Dossiers de l'écran sur Antenne 2.
- 11 septembre 1991 Bouillon de culture (Antenne 2)
- Cékanon (Antenne 2)
- Grain de folie (La Cinq)
- A vos amours (FR3)
- Fort Boyard (Antenne 2)
- Les Guignols de L'info (Canal +)
- La Piste de xapatan (Antenne 2)
- Samedi bonheur (Antenne 2)
- Que le meilleur gagne (La Cinq)
- Question de Charme (Antenne 2)
- Combien ça coûte ? (TF1)
- La ligne de chance (La Cinq)
- La nuit des héros (Antenne 2)
- L'amour en danger (TF1)
- Pyramide (Antenne 2)
- À nous la 5 (La Cinq)
- Millionnaire (TF1)
- Merci et encore Bravo (Antenne 2)
- Dimanche et la belle (La Cinq)

## Séries télévisées
- Cas de divorce (La 5)
- 2 janvier : Début de la diffusion de l'unique saison de Alerte à Malibu sur TF1.
- 23 janvier : Début de la diffusion des 60 épisodes de Equalizer sur M6.
- 26 janvier : Début de la diffusée de la série d'animation Les Tiny Toons en France sur Canal+ dans l'émission Décode Pas Bunny.
- 17 mai : Début de la diffusion de la série d'animation Les Fruittis en France sur TF1 dans l'émission Avant l'école.
- 11 août : Début de la diffusion des séries d'animation Doug, les Razmoket et Ren et Stimpy sur Nickelodeon.
- 2 novembre : Arrêt de la série Les Muppet Babies sur le réseau CBS.
- 23 décembre : Début de la diffusion de Premiers Baisers sur TF1.

## Distinctions

### Sept d'or(France)
- Meilleur comédien: Jean Carmet (Bouvard et Pecuchet)
- Meilleure comédienne: Marie-Christine Barrault (Marie Curie, une femme honorable)
- Meilleur réalisateur de direct : Régis Forissier (Tour de France)
- Meilleur réalisateur de fiction: Marcel Bluwal (Les ritals)
- Meilleur technicien photo: Charlie Gaëta
- Meilleure musique: Vladimir Cosma
- Meilleur documentaire: Des trains pas comme les autres
- Meilleur technicien décor: François Courtin
- Meilleur feuilleton, série ou collection: Navarro
- Meilleur grand reportage: Thalassa, le magazine de la mer ("Aral: La mer assassinée")
- Meilleur technicien montage: Robert Coursez
- Meilleur jeu télévisé: Questions pour un champion
- Meilleur animateur: Jean-Marie Cavada & Antoine de Caunes
- Meilleur magazine d'actualités ou de débats: Jean-Marie Cavada (La marche du siècle)
- Meilleure magazine culturelle ou artistique: Cinéma cinémas
- Meilleur auteur: Jean-Claude Carrière (Bouvard et Pecuchet)
- Meilleur journaliste sportif : Charles Biétry
- Meilleure émission pour la jeunesse: Décode pas Bunny
- Meilleur téléfilm: Bouvard et Pecuchet
- Meilleur spot publicitaire: Jean-Paul Goude ("Perrier" ("Le Lion"))
- Meilleur présentateur du journal télévisé : Claire Chazal

## Principales naissances
- 22 avril : Capucine Anav, animatrice de télévision française.
- 17 octobre : Agathe Auproux, journaliste et chroniqueuse de télévision française.

## Principaux décès
- 30 janvier : John McIntire, acteur américain (° 27 juin 1927).
- 28 avril : Ken Curtis, acteur et producteur américain (° 2 juillet 1916).
- 14 juin : Peggy Ashcroft, comédienne britannique (° 22 décembre 1907).
- 1er juillet : Michael Landon, célèbre pour ses rôles dans Bonanza, La Petite Maison dans la prairie et Les Routes du paradis (° 31 octobre 1936).
- 8 juillet : James Franciscus, acteur et producteur américain (° 31 janvier 1934).
- 2 novembre : Irwin Allen, réalisateur, producteur et scénariste américain (° 12 juin 1916).
- 12 novembre : Diane Brewster, actrice américaine (° 11 mars 1931).